# Сикожице (Малопольское воеводство)
Сикожице (пол. Sikorzyce) — село в Польше, находящееся в гмине Ветшиховице Тарнувского повета Малопольского воеводства.

## География
Село располагается на берегу реки Дунаец в 23 км от города Тарнув и 62 км от города Кракова.

## История
15 августа 1944 года возле села разбился самолёт Liberator из 178-го дивизиона эскадрильи королевских ВВС, доставляющий вооружение для участников Варшавского восстания. Лётчики были погребены в окрестностях села. После войны их останки были перенесены на военное кладбище в Краков.
В 1934 и 1970 годах село было значительно разрушено паводками.
С 1975 по 1998 год село входило в Тарнувское воеводство.

## Известные жители и уроженцы
- Новак, Тадеуш (1930—1991) — польский поэт и писатель;